# ドッソ空港
ドッソ空港（Dosso Airport）は、ニジェールのドッソ州州都ドッソにある空港。
座標: 北緯13度02分53秒 東経3度13分15秒 / 北緯13.04812度 東経3.22097度